# Ханай Акіє
Акіє Ханай (яп. 花井瑛絵; нар. 22 листопада 1999, префектура Міє) — японська борчиня вільного стилю, срібна призерка чемпіонату світу, бронзова призерка Азійських ігор, дворазова володарка Кубку світу в командних змаганнях.

## Життєпис
Після 2-го місця на національному чемпіонаті серед юніорів у 2013 році Акіє Ханай виграла свій перший національний титул на чемпіонаті Inter-High у 2017 році. Того року вона була відібрана на Кубок світу (3 перемоги, 1 поразка) і посіла 3 місце у категорії до 57 кг на Всеяпонському чемпіонаті. У 2018 році Ханай виграла Чемпіонат Азії серед юніорів і стала чемпіонкою Всеяпонського студентського чемпіонату. Того ж року здобула срібло в категорії до 57 кг на молодіжному чемпіонаті світу.
У 2019 році Ханай виграла чемпіонат світу серед молоді в категорії до 57 кг. На Всеяпонському чемпіонаті вона посіла друге місце в категорії до 57 кг, але на Всеяпонському чемпіонаті 2020 року та Відкритому всеяпонському чемпіонаті 2021 року вона перемогла в категорії до 59 кг, що дало їй право на участь у Чемпіонаті світу 2021 року. Там вона здобула титул віцечемпіонки світу, поступившись у фіналі Біляні Дудовій з Болгарії з рахунком 4:6.

## Спортивні результати на міжнародних змаганнях

### Виступи на Чемпіонатах світу
| Змагання                        | Збірна | Вагова категорія          | Місце  |
| ------------------------------- | ------ | ------------------------- | ------ |
| Чемпіонат світу з боротьби 2021 | Японія | жіноча боротьба, до 59 кг | Срібло |

### Виступи на Азійських іграх
| Змагання                        | Збірна | Вагова категорія          | Місце  |
| ------------------------------- | ------ | ------------------------- | ------ |
| Азійські ігри в приміщенні 2017 | Японія | жіноча боротьба, до 58 кг | Бронза |

### Виступи на Кубках світу
| Змагання                    | Збірна | Вагова категорія | Місце  |
| --------------------------- | ------ | ---------------- | ------ |
| Кубок світу з боротьби 2017 | Японія | команда          | Золото |
| Кубок світу з боротьби 2019 | Японія | команда          | Золото |

### Виступи на інших змаганнях
| Змагання                                         | Збірна | Вагова категорія          | Місце  |
| ------------------------------------------------ | ------ | ------------------------- | ------ |
| Гран-прі «Іван Яригін» 2017                      | Японія | жіноча боротьба, до 58 кг | Бронза |
| Klippan Lady Open 2017                           | Японія | жіноча боротьба, до 58 кг | 5      |
| Klippan Lady Open 2018                           | Японія | жіноча боротьба, до 59 кг | Срібло |
| Всеяпонський відкритий чемпіонат з боротьби 2018 | Японія | жіноча боротьба, до 57 кг | Срібло |
| Чемпіонат Японії з боротьби 2018                 | Японія | жіноча боротьба, до 57 кг | Бронза |
| Чемпіонат Японії з боротьби 2019                 | Японія | жіноча боротьба, до 57 кг | Срібло |
| Чемпіонат Японії з боротьби 2020                 | Японія | жіноча боротьба, до 59 кг | Золото |
| Всеяпонський відкритий чемпіонат з боротьби 2021 | Японія | жіноча боротьба, до 59 кг | Золото |

### Виступи на змаганнях молодших вікових груп
| Змагання                                      | Збірна | Вагова категорія          | Місце  |
| --------------------------------------------- | ------ | ------------------------- | ------ |
| Чемпіонат Азії з боротьби серед кадетів 2016  | Японія | жіноча боротьба, до 56 кг | Срібло |
| Чемпіонат Азії з боротьби серед юніорів 2018  | Японія | жіноча боротьба, до 57 кг | Золото |
| Чемпіонат світу з боротьби серед молоді 2018  | Японія | жіноча боротьба, до 57 кг | Срібло |
| Чемпіонат світу з боротьби серед юніорів 2019 | Японія | жіноча боротьба, до 57 кг | Золото |